# Maxillaria margretiae
Maxillaria margretiae là một loài thực vật có hoa trong họ Lan. Loài này được R.Vásquez mô tả khoa học đầu tiên năm 2001.